# Cetate, Bistrița-Năsăud
Cetate là một xã thuộc hạt Bistrița-Năsăud, România. Dân số thời điểm năm 2002 là 5188 người.